# Mirosternus rugipennis
Mirosternus rugipennis là một loài bọ cánh cứng thuộc họ Ptinidae.